# Donau-Wasserkraft
Die Donau-Wasserkraft AG (DWK) mit Sitz in München ist Eigentümer von fünf Laufwasserkraftwerken an der Donau zwischen Bertoldsheim und Vohburg an der Donau und dem Pumpspeicherkraftwerk Langenprozelten.
Das Unternehmen gehört seit 2023 vollständig der Rhein-Main-Donau GmbH und wurde 1965 von der Rhein-Main-Donau AG und der Deutschen Bundesbahn gegründet. Die Kraftwerke der DWK erzeugen ausschließlich Bahnstrom mit 16⅔ Hz, der in das Netz der DB Energie GmbH eingespeist wird. Die DWK hat kein eigenes Netz und kein eigenes Personal. Sie ist eine Finanzierungsgesellschaft ist. Die Kraftwerke wurden seit 1996 von E.ON, heute Uniper, die bis 2023 eine Kleinstbeteiligung hatten, betriebsgeführt.

## Kraftwerke
Die vier ältesten Anlagen der DWK sind baugleich. Ihre Turbinen haben einen Laufraddurchmesser von 5,35 Meter und arbeiten mit einer Umdrehungszahl von 76,9 Umdrehungen pro Minute. Alle fünf Laufwasserkraftwerke der DWK verfügen über jeweils drei Kaplanturbinen, mit verstellbaren Leit- und Laufradschaufeln.
| Kraftwerk                      | Ort          | Leistung [MW] | Fallhöhe [m] | Anzahl Turbinen | Regelarbeitsvermögen [GWh] | Baujahr |
| ------------------------------ | ------------ | ------------- | ------------ | --------------- | -------------------------- | ------- |
| Kraftwerk Bertoldsheim         | Bertoldsheim | 18,9          | 7,0          | 3               | 115,5                      | 1967    |
| Kraftwerk Bittenbrunn          | Bittenbrunn  | 20,2          | 7,50         | 3               | 122,5                      | 1969    |
| Kraftwerk Bergheim             | Bergheim     | 23,7          | 7,50         | 3               | 140,0                      | 1970    |
| Laufwasserkraftwerk Ingolstadt | Ingolstadt   | 19,8          | 7,50         | 3               | 122,0                      | 1971    |
| Kraftwerk Vohburg              | Vohburg      | 23,3          | 8,0          | 3               | 141,0                      | 1992    |

| Kraftwerk                             | Ort             | Ausbauleistung [MW] | Pumpbetrieb je Turbine [MW] | Generatorbetrieb je Turbine [MW] | Anzahl Pumpturbinen | Baujahr |
| ------------------------------------- | --------------- | ------------------- | --------------------------- | -------------------------------- | ------------------- | ------- |
| Pumpspeicherkraftwerk Langenprozelten | Langenprozelten | 164                 | 77                          | 84                               | 2                   | 1975    |